# 天津新闻广播
天津广播电视台新闻广播 (97.2 FM、909 AM)，简称天津新闻广播，是天津广播电视台的一套广播频率，以播出新闻及谈话节目为主。该频率通过调频和中波双频播出，覆盖天津及其周边地区。